# Virtual Snooker
Virtual Snooker es un videojuego de simulación de deportes desarrollado por Celeris y distribuido por Interplay Productions como una entrega de la franquicia Virtual Pool, convirtiéndose en el segundo de la serie después de Virtual Pool, y el primer spin-off de los juegos de pool, enfocándose en el juego de snooker. El juego fue lanzado para DOS en julio de 1996 y es el primer juego en la serie de juegos de snooker (el siguiente sería Virtual Pool Hall de 1999).
Virtual Snooker fue lanzado un año después que el Virtual Pool original, y utiliza el mismo motor de juego y muchos recursos digitales de la entrega anterior. Sin embargo, mientras que Virtual Pool contaba con cuatro tipos diferentes de pool para jugar, Virtual Snooker solo permite jugar snooker tradicional, como el nombre sugiere. Lanzado originalmente para DOS únicamente, sería porteado más tarde a Windows 95 y Windows 98 (en un lanzamiento simple de tres plataformas) distribuido por SoftKey.

## Jugabilidad
Similar a otros lanzamientos en la serie de Virtual Pool, el juego es controlado utilizando teclado y ratón, realizando los tiros con el movimiento del ratón. El juego dispone de gráficos 3D en primera persona y permite al jugador ponerse de pie lejos de la línea de tiro y moverse alrededor de la mesa para ver desde ángulos diferentes. El juego dispone de una tasa de fotogramas mayor que aquella del Virtual Pool original. En cada lanzamiento del juego, existe la capacidad de jugar partidas multijugador con Ethernet LAN, y un multijugador en línea básico entre dos computadoras remotas con módems analógicos.
El juego dispone de capacidades LAN, y la capacidad de conectar dos computadoras con módems para un juego multijugador básico en línea. Como en otros juegos en la serie, Virtual Snooker fue comercializado con la garantía de que el simulador mejoraría el juego no simulado del jugador en una mesa real. La caja del juego muestra al seis veces campeón mundial de snooker, Steve Davis, en un papel estelar. El juego ofrece 52 minutos de videos didácticos con Davis, y la opción de pausar el video e intentar el tiro que está siendo demostrado por el juego. Este material con personas reales también incluye el primer break máximo televisado en la historia, el cual fue realizado por Davis.
Ronnie O'Sullivan, otro jugador profesional de alto nivel, actúa como presentador en el juego (tanto él como Davis aparecen en el arte de la portada, superpuestos a las bolas de snooker). O'Sullivan trabajaría más adelante en World Snooker Championship 2007 y en su propio juego, Ronnie O'Sullivan's Snooker.

## Recepción
La recepción crítica de Virtual Snooker fue moderada, alcanzando un puntaje de 67% en el sitio web agregador de reseñas Game Rankings. Stephen Pool de GameSpot puntuó al juego 7.2/10 diciendo que «cuánto disfrutarás de Virtual Snooker dependerá principalmente de cuánto te interese el snooker real». GameSpot citó al juego por suceder a Virtual Pool, diciendo que «pueden esperar la misma excelencia» en términos de jugabilidad. También ha dicho que la inclusión de Steve Davis en el juego fue un «excelente trabajo» que «te mostraba la forma ideal de jugar el juego».
En GameSpot quedaron menos impresionados con la falta de profundidad en los modos de juego; «donde Virtual Snooker decepciona es en su falta de variedad». Mientras que Virtual Pool tenía otros tipos de Pool para jugar, Virtual Snooker solo tiene Snooker. Otras reseñas como la de PC Joker de Alemania citaron al juego por su jugabilidad, al igual que su apariencia, pero también sintieron que el juego no tuvo suficiente rejugabilidad.